# Дакр, Джоан, 7-я баронесса Дакр
Джоан Дакр (англ. Joan Dacre; приблизительно 1433 — 8 марта 1486) — английская аристократка, 7-я баронесса Дакр в своём праве (suo jure) с 1458 года. Дочь сэра Томаса Дакра и Элизабет Боуэтт, внучка Томаса Дакра, 6-го барона Дакра. Рано потеряла отца, после смерти деда унаследовал баронский титул и семейные владения в Камберленде и Линкольншире. В 1446 году вышла замуж за Ричарда Файнса, которого с 1459 по 1482 год вызывали в парламент как барона Дакра по праву жены. В этом браке родились:
- сэр Джон (умер до 1486), отец Томаса Файнса, 8-го барона Дакра[2];
- Элизабет, жена Джона Клинтона, 6-го барона Клинтона[1];
- Роджер (умер в 1486)[3];
- сэр Томас[4].